# Barnstädt
Barnstädt – gmina w Niemczech, w kraju związkowym Saksonia-Anhalt, w powiecie Saale, wchodzi w skład gminy związkowej Weida-Land.